# علا عبدالزهره
علا عبدالزَهْره (۲۲ دسامبر ۱۹۸۷) بازیکن فوتبال اهل عراق است که سابقه حضور در تیم تراکتورسازی تبریز و مس کرمان در لیگ برتر ایران را دارد. وی همچنین در تیم ملی فوتبال عراق بازی کرده‌است.

## دوپینگ
عبدالزَهره در سال ۲۰۱۴ به علت مثبت شدن تست دوپینگش از تراکتورسازی جدا شد و به کشورش بازگشت.